# Charles Brady
Charles Eldon Brady Jr. (Pinehurst, 12 agosto 1951 – 23 luglio 2006) è stato un astronauta e medico statunitense.